# Franz Schmitt (Politiker, 1865)
Franz Schmitt (* 24. März 1865 in Riedenheim; † 11. Juni 1941 in Würzburg) war ein deutscher Politiker (BVP) und Kommerzienrat.

## Leben und Wirken
Nach dem Besuch der Volksschule und des Realschulinstituts Fischer in Würzburg wurde Schmitt an der Landwirtschaftlichen Schule in Würzburg ausgebildet. Anschließend absolvierte er eine Bankkaufmannslehre. Von 1891 bis 1922 war Schmitt Mitinhaber der Getreide- und Futtermittelgroßhandlung Schmitt & Schuckert in Würzburg. Erste öffentliche Ämter übernahm er als Magistrat bzw. Stadtrat in Würzburg.
Nach dem Ersten Weltkrieg trat Schmitt in die Bayerische Volkspartei (BVP) ein. Für diese wurde er 1919 zum 2. Präsidenten des Kreistags von Unterfranken gewählt. Von Mai 1928 bis zum September 1930 saß Schmitt zudem im Reichstag, in dem er den Wahlkreis 26 (Franken) vertrat. 1940 erhielt er von der Stadt Würzburg die Stadtplakette in Bronze verliehen.